# Лазінськ-Другий
Лазінськ-Другий (пол. Łazińsk Drugi) — село в Польщі, у гміні Заґурув Слупецького повіту Великопольського воєводства.
Населення — 102 особи (2011).
У 1975-1998 роках село належало до Конінського воєводства.

## Демографія
Демографічна структура станом на 31 березня 2011 року:
|          | Загалом | Допрацездатний вік | Працездатний вік | Постпрацездатний вік |
| -------- | ------- | ------------------ | ---------------- | -------------------- |
| Чоловіки | 57      | 13                 | 39               | 5                    |
| Жінки    | 45      | 8                  | 24               | 13                   |
| Разом    | 102     | 21                 | 63               | 18                   |